# هانز تايهوتو
هانز تايهوتو (بالإندونيسية: M.J. Hans Taihuttu) (1909 – ؟؟؟؟) هو مهاجم كرة قدم إندونيسي سابق، شارك مع منتخب الهند الشرقية الهولندية في كأس العالم 1938.

## وصلات خارجية
هانز تايهوتو على موقع الاتحاد الدولي (مؤرشف)  (الإنجليزية)
- هانز تايهوتو على موقع عالم كرة القدم.نت (الإنجليزية)